# Славичићи
Славичићи је насељено мјесто у општини Фоча, Федерација Босне и Херцеговине, Босна и Херцеговина.

## Становништво
|           | 2013.      | 1991.        | 1981.        | 1971.         |
| Укупно    | 4 (100,0%) | 85 (100,0%)  | 170 (100,0%) | 218 (100,0%)  |
| Бошњаци   | 4 (100,0%) | 53 (62,35%)1 | 93 (54,71%)1 | 113 (51,83%)1 |
| Срби      | –          | 32 (37,65%)  | 75 (44,12%)  | 104 (47,71%)  |
| Црногорци | –          | –            | 1 (0,588%)   | –             |
| Остали    | –          | –            | 1 (0,588%)   | 1 (0,459%)    |

1. 1 На пописима од 1971. до 1991. Бошњаци су пописивани углавном као Муслимани.